# 斯洛希尼
49°32′31″N 22°53′18″E / 49.54194°N 22.88833°E
斯洛希尼（烏克蘭語：Слохині），是烏克蘭西部的村莊，隸屬利維夫州的桑比爾區。該村始建於1501年，面積1.58平方公里，海拔高度325米，2001年人口515，人口密度每平方公里326.16人。